# Jesipowskaja (obwód wołogodzki)
Jesipowskaja (ros. Есиповская) – wieś w Rosji, w rejonie charowskim obwodu wołogodzkiego. W 2010 r. liczyła 12 mieszkańców.